# Estonské námořnictvo
Estonské námořnictvo (estonsky: Eesti Merevägi) je námořní složkou ozbrojených sil Estonska. Úkolem námořnictva je především ochrana estonských teritoriálních vod, obrana přístavů a obchodních tras. Námořnictvo se specializuje především na likvidaci min. Tvoří jej tři minolovky a jedna podpůrná loď. Estonská plavidla mají před jménem zkratku EML.

## Historie

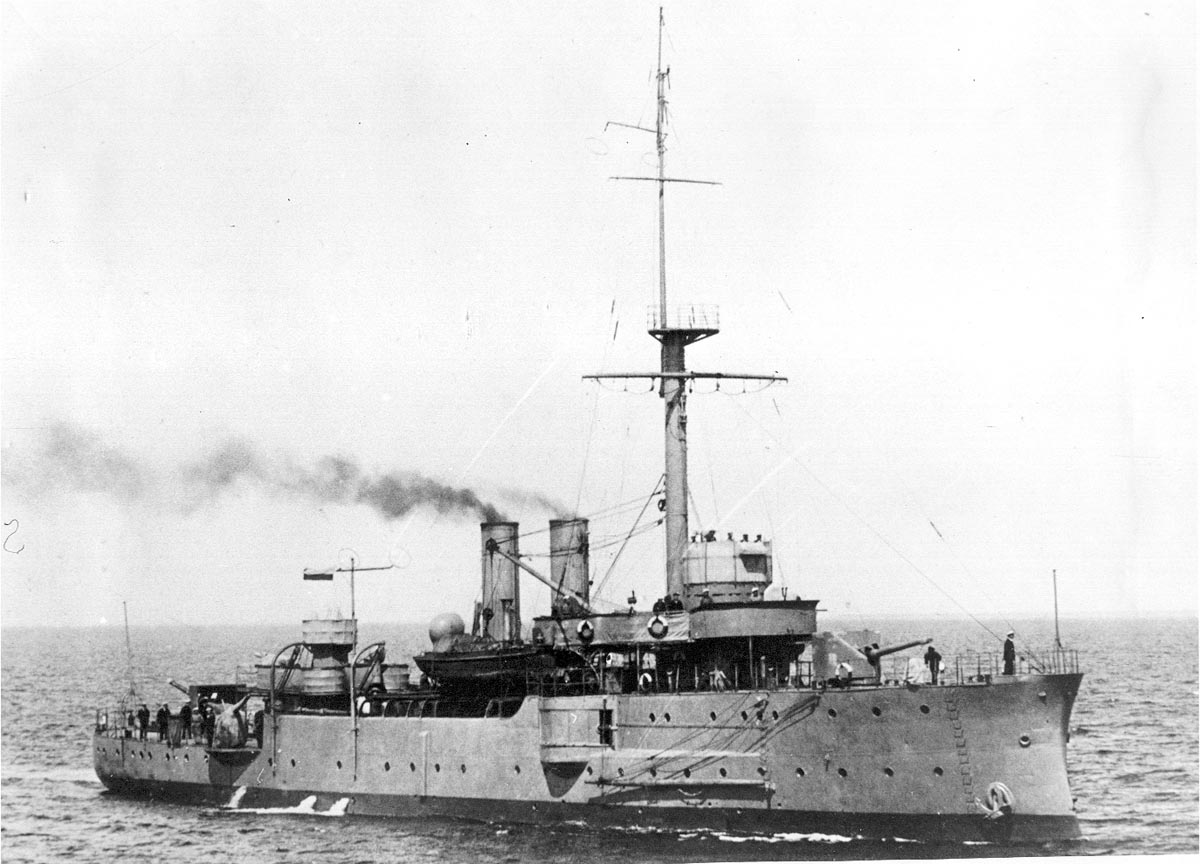
Dělový člun Lembit

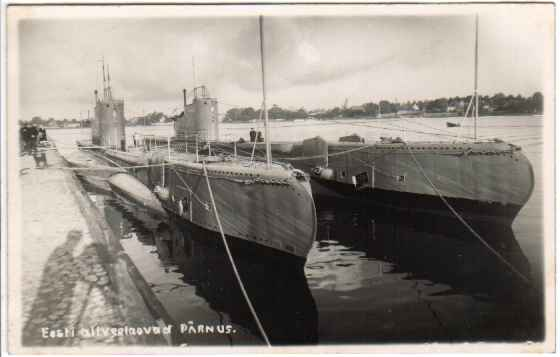
Ponorky Kalev a Lembit

Estonské námořnictvo bylo vytvořeno po vyhlášení nezávislosti estonské republiky roku 1918. Jako den vzniku námořnictva se slaví 21. listopad. Zapojilo se do estonské osvobozenecké války. Jádro námořnictva tvořily torpédoborce Lennuk (ex Avtroil) a Wambola (ex Spartak), Brity zajatá plavidla ruského carského námořnictva. Roku 1933 byly prodány do Peru. Dále tři dělové čluny Lembit (ex Liber, ex Bobr, rozebrán 1924), Laine (ex Sputnik, potopen 1941) a Wanemunde (ex Imperator, potopen 1941), torpédový člun Sulev (ex A32) a minonosky Ristma (ex Apostol Pjotr, rozebrána 1960) a Suurop (ex Apostol Pavel, potopena 1941). Významnou posilou byly, ve Velké Británii postavené, dvě střední minonosné ponorky třídy Kalev. Roku 1939 byl ve stavbě také dělový člun Pikker. Roku 1940 byla země okupována Sovětským svazem, její námořnictvo zaniklo a válečné lodě převzalo sovětské námořnictvo. Za druhé světové války byla jejich značná část potopena.
Estonsko obnovilo svou nezávislost 20. srpna 1991, přičemž jeho námořnictvo bylo obnoveno roku 1994. Ještě roku 1994 byl získán dánský kutr Mallemukken, zařazený jako Ahti. Roku 1997 získalo dvě německé minolovky třídy Frauenlob a roku 2002 třetí (plus jednu na náhradní díly). Roku 1999 byly zakoupeny dva hlídkové čluny třídy Rithiemi. Roku 2000 byly získány dvě minolovky třídy Lindau (typ 320). V letech 2003–2004 byly získány tři britské minolovky třídy Sandown. Největším plavidlem námořnictva byla fregata Admiral Pitka (A 230), provozovaná v letech 2000–2013. Využívány byly též dva hlídkové čluny projektu 1400M (Zhuk).
Roku 2006 byly zakoupena dánská minonoska třídy Lindormen, zařazená jako Wambola (A433).
V roce 2021 byly pro námořnictvo objednány jeho dosud nejvýkonnější zbraně, konkrétně izraelsko-singapurské protilodní řízené střely Blue Spear s dosahem 290 km pro estonské pobřežní baterie. Tyto střely se stanou jádrem estonské pobřežní obrany. První systémy Blue Spear byly dodávány v únoru 2024.
V listopadu 2021 estonská vláda rozhodla o sloučení námořnictva se silami Estonské pobřežní stráže k 1. lednu 2023. Námořnictvo převezme plavidla a personál pobřežní střáže, přičemž bude plnit i její dosavadní úkoly. Dne 3. ledna 2023 byly k estonskému námořnictvu převedeny čtyři hlídkové lodě policie a pohraniční stráže Kindral Kurvits (P101), Raju (P6732), Pikker (P103) a Valve (P112).
Dne 27. prosince 2024 Estonské námořnictvo zahájilo námořní operaci na ochranu podmořského kabelu Estlink 1 a dalším infrastruktury v Baltském moři. Reagovalo tak na záměrné poškození podmořského kabelu Estlink 2, ze kterého je podezříván tanker Eagle S, který je součástí ruské stínové flotily.

## Mezinárodní spolupráce

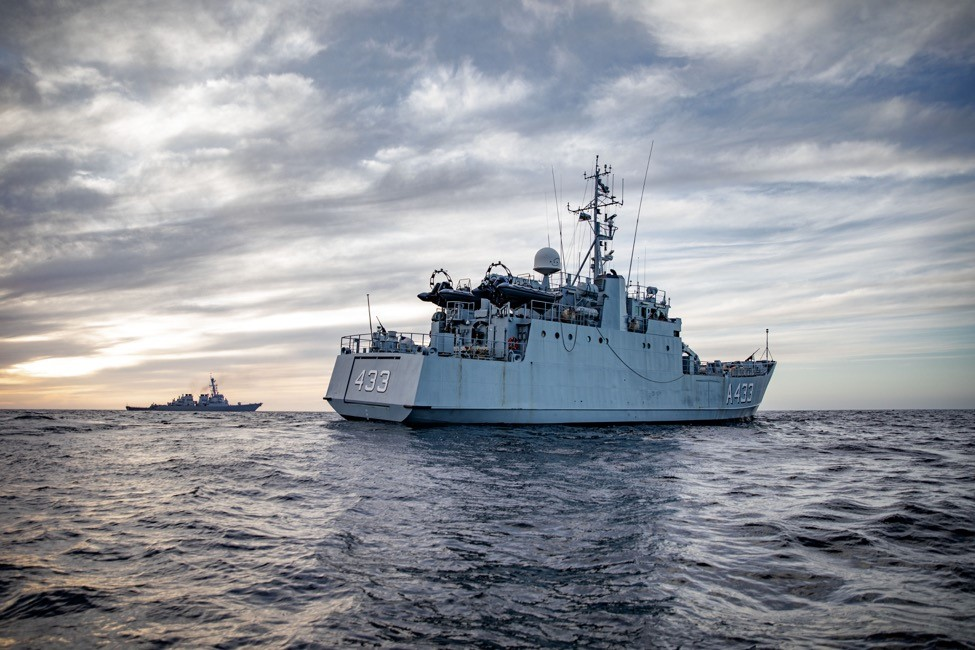
Wambola (A433)

Estonské námořnictvo se podílí na operacích NATO. Svými plavidly přispívá do jednotky Standing NATO Mine Countermeasures Group 1 (SNMCMG1). Podílelo se také na misi Evropské unie a Spojených národů ve Středomoří EU NAVFOR MED/Operace Sophia.

## Složení

### Minolovky

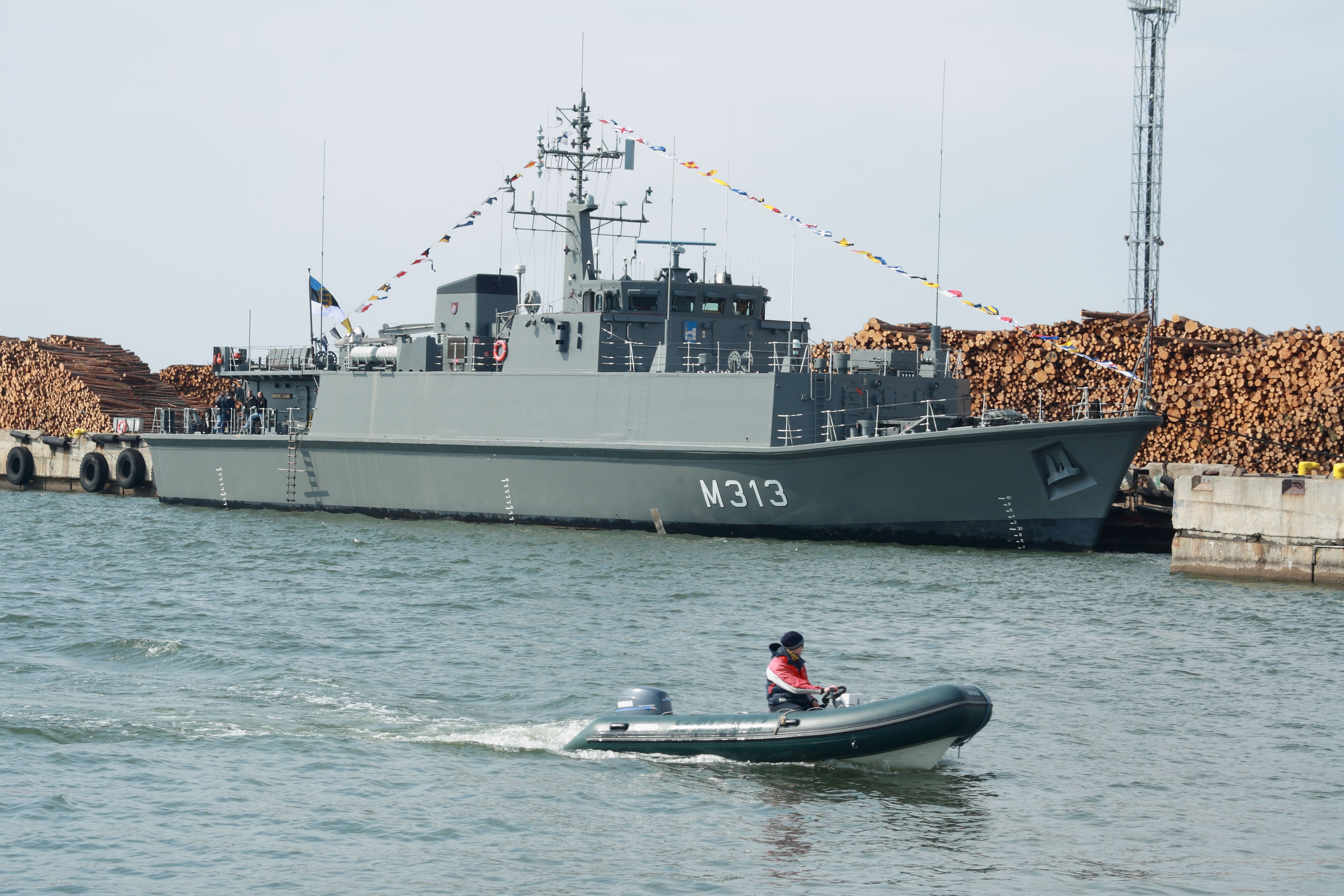
Admiral Cowan (M313)

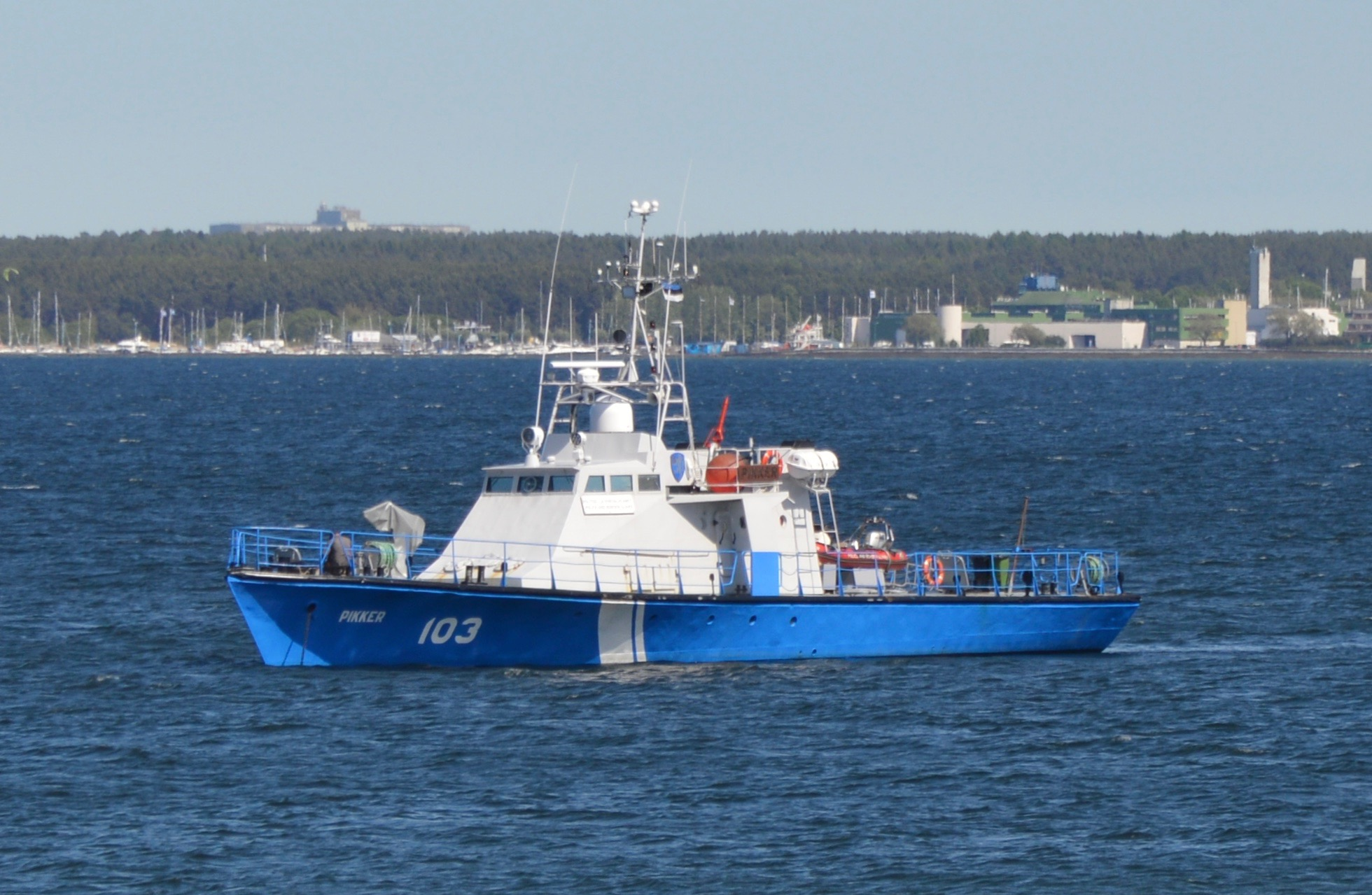
Pikker (P103)

- Třída Sandown
  - Admiral Cowan (M313)[2]
  - Sakala (M314)[2]
  - Ugandi (M315)[2]

- Třída Lindormen
  - Wambola (A433)[2]

### Hlídkové lodě
- Kindral Kurvits (P101)
- Raju (P6732)
- Pikker (P103)
- Valve (P112)